# Philipp Käßbohrer

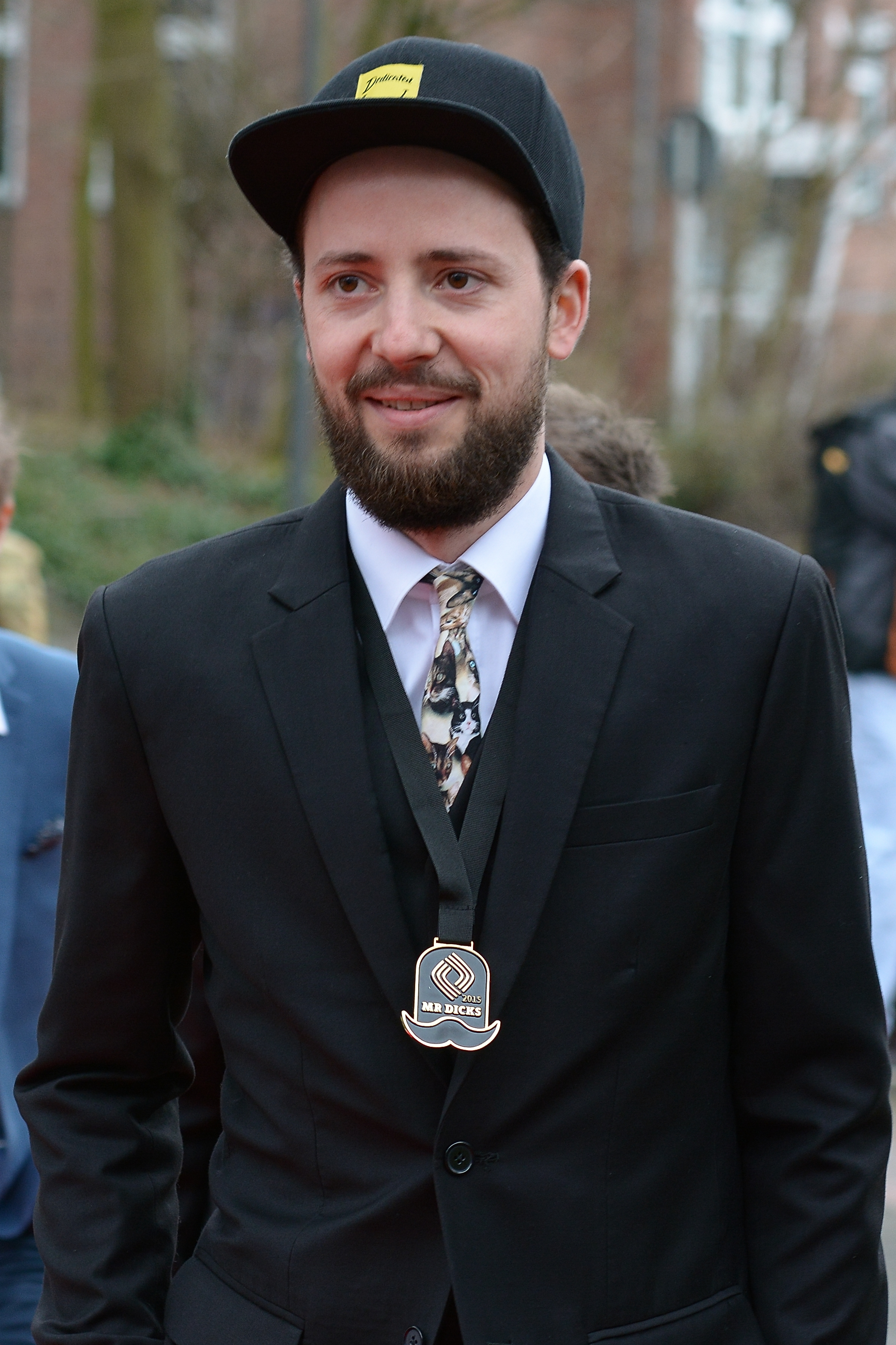
Philipp Käßbohrer bei der Verleihung des Grimme-Preises 2015

Philipp Georg Käßbohrer (* 30. Oktober 1983 in Biberach an der Riß) ist ein deutscher Film- und Fernsehproduzent, Autor und Regisseur. Er wurde insbesondere bekannt durch die bildundtonfabrik und die Entwicklung von Shows wie Neo Magazin Royale oder die Netflix-Produktion How to Sell Drugs Online (Fast). Er hat mehrfach den Grimme-Preis und den Deutschen Fernsehpreis sowie weitere Auszeichnungen gewonnen.

## Leben
Käßbohrer wurde 1983 in Biberach an der Riß geboren. Nach seinem Abitur am Biberacher Pestalozzi-Gymnasium und einer Ausbildung zum Mediengestalter Bild und Ton beim Südwestrundfunk (2004–2006) studierte er 2007 bis 2014 Film und Fernsehen an der Kunsthochschule für Medien in Köln.

## Karriere
Ab 2006 schrieb Käßbohrer Drehbücher und führte Regie für Fernsehproduktionen und Filme wie z. B. seinen Abschlussfilm Das Problem des Schnellstfluges und Musikvideos, u. a. für Get Well Soon, das Musikprojekt des deutschen Musikers Konstantin Gropper, oder die finnische Elektropopband Le Corps Mince de Françoise. 2012 wurde der Kurzfilm Armadingen, für die er das Drehbuch schrieb und Regie führte, auf Arte veröffentlicht.
Ebenfalls 2012 entwarfen Käßbohrer und sein Kommilitone Matthias Murmann das Konzept für eine Talkshow für Jan Böhmermann und Charlotte Roche. Roche und Böhmermann wurde vom ZDFKultur beauftragt und für zwei Staffeln wöchentlich auf dem Sender ausgestrahlt. Die Talkshow fand große Aufmerksamkeit in den Medien und wurde für den Grimme-Preis nominiert. 2012 erhielten die Produzenten Käßbohrer und Murmann den Förderpreis des Deutschen Fernsehpreises. Im selben Jahr gründete Käßbohrer gemeinsam mit Murmann die in Köln-Ehrenfeld ansässige Film- und Fernseh-Produktionsfirma btf GmbH (bildundtonfabrik).
2013 startete die von Käßbohrer mit entwickelte, satirische Late-Night Sendung Neo Magazin (später Neo Magazin Royale) mit Jan Böhmermann für ZDFNeo. Produziert wurde das Format wöchentlich bis 2019 im btf-eigenen Studio König mit Käßbohrer als Creative Producer. Ab 2015 wurde die Show ins ZDF-Hauptprogramm aufgenommen.
Zwischen 2014 und 2017 entwickelte Käßbohrer gemeinsam mit btf weitere Fernseh-Unterhaltungs-Formate wie die Comedy-Ensemble-Show Die unwahrscheinlichen Ereignisse im Leben von … (WDR) mit Käßbohrer als Executive-Producer oder die Infotainment-Sendung Mr. Dicks - Das erste wirklich subjektive Gesellschaftsmagazin (Einslive/EinsFestival). In dieser Zeit führte er auch Regie bei weiteren Musikvideos wie Get Well Soon – It’s Love oder Maeckes - Gettin' Jiggy With it.
Seit 2017 produziert btf im Auftrag von NDR, rbb, Radio Bremen, WDR und SWR mit Käßbohrer als Produzent die Comedyserie Kroymann (ARD). Die Sendung besteht aus satirischen Beiträgen der Schauspielerin Maren Kroymann, die aktuelle gesellschaftliche Probleme sowie feministische Themen behandelt.
2018 schrieb Käßbohrer mit weiteren Autorinnen und Autoren sechs Drehbücher zur ersten Staffel der Coming-of-age Serie How to Sell Drugs Online (Fast) (Netflix). Die Serie wurde von Käßbohrer und Murmann kreiert und beide sind ebenfalls Showrunner und Executive Producer. Die Serie lief 2019 an, 2020 wurde sie um eine zweite, 2021 um eine dritte Staffel erweitert. Im selben Jahr war Käßbohrer beteiligt an dem Konzept docupy des WDR. Das Angebot umfasst eine Online-Plattform mit Filmclips und Dokumentationen in Filmlänge, in denen gesellschaftspolitische Themen untersucht werden.
Im März 2020, während des ersten Covid-19 bedingten Lockdowns, kreierte Käßbohrer als Reaktion auf die Pandemie in kurzer Zeit die 15-teilige Comedy-Serie Drinnen – Im Internet sind alle gleich für ZDFmediathek und ZDFNeo, für die er auch als Executive Producer verantwortlich war. Für diese Produktion musste kein Teammitglied das Haus verlassen. Die Schauspielenden (u. a. Lavinia Wilson, Jana Pallaske, Barnaby Metschurat, Victoria Trauttmansdorff) kleideten sich selbst ein, bekamen Technik nach Hause geschickt und das Team arbeitete ebenfalls von zu Hause aus. Im selben Jahr war Käßbohrer Produzent der Carolin Kebekus Show.
2021 war Käßbohrer als Produzent an der Dokumentation Shiny Flakes: The Teenage Drug Lord über Maximilian Schmidt, von dem das Konzept von How to Sell Drugs Online (Fast) inspiriert wurde, beteiligt.
Im Juli 2022 startete die neue Netflix-Serie King of Stonks, die von Käßbohrer und Murmann kreiert wurde.

## Filmografie (Auswahl)
- 2005: Dein letzter Todestag (Regie, Kamera, Buch)
- 2006: Mein Schatten (Regie, Buch)
- 2007: Besenkampf sieht Rot (Regie, Kamera, Buch)
- 2007: Gefährliches Halbwissen (Regie, Kamera, Buch)
- 2007: kurzvorneun (Regie, Kamera, Buch)
- 2008: Gemeinsam Allein (Regie, Buch)
- 2009: Der Tag, an dem Herrn Müller einfach nichts mehr einfallen wollte (Regie)
- 2010: ARD Sportschau Trailer (Regie, Buch)
- 2010: 1Live – Dein Leben Lang (Regie, Buch)
- 2010: Armadingen (Regie, Buch)[24]
- 2010: 1Live – Mission Schwerelos (Regie)
- 2013–2019: Neo Magazin Royale (Regie, Produzent)
- 2016–2017: Schulz & Böhmermann (Regie, Produzent)
- 2017–2018: Kroymann (Regie, Produzent)
- 2018: Lass dich überwachen! Die Prism is a Dancer Show (Creator)
- 2019: How to Sell Drugs Online (Fast) (Produzent, Buch, Creator)
- 2020: Die Carolin Kebekus Show (Produzent)
- 2020: Drinnen – Im Internet sind alle gleich (Webserie) (Creator)
- 2021: Shiny Flakes: The Teenage Drug Lord (Produzent)
- 2022: King of Stonks (Creator, Produzent, Headautor)
- 2022: Buba (Produzent)
- seit 2022: Kurzschluss – Silvester für Zwei (Kurzfilmreihe)
  - 2022: Kurzschluss (Produzent)
  - 2023: Der zweite Kurzschluss (Produzent)
  - 2024: Kurzschluss hoch drei (Produzent)

## Musikvideos
- 2006: Stylexpansion – Casinoir (Kamera)
- 2007: Lautschrift – Mit freundlichen Füßen (Regie)
- 2007: D-Bo – Sans Souci (Regie, Buch)
- 2008: Patschuba Brothers – Koma Song (Regie, Kamera, Buch)
- 2009: Wallis Bird – To My Bones (Regie, Kamera, Buch)[25]
- 2009: Get well Soon – Angry young man (Regie, Buch)[26]
- 2010: The Life Between – New Hope (Regie, Buch, Kamera, Schnitt)
- 2010: LCMDF – Future Me (Regie, Buch, Kamera, Schnitt)[27]
- 2012: Get Well Soon – Roland I Feel You (Regie)[28]
- 2014: Sizarr – Scooter Accident (Regie)[29]
- 2015: Get Well Soon – It’s Love (Regie)
- 2016: Maeckes – Gettin' Jiggy With it (Regie)
- 2016: Maeckes – Loser (Regie)
- 2018: Get Well Soon - The Horror (Produzent)
- 2021: Maeckes - 1234 (Konzept & Idee)[30]

## Auszeichnungen (Auswahl)
- 2005: Silberne Kamera im Visio-Wettbewerb für den Mediennachwuchs (SWR)
- 2011: Lobende Erwähnung beim Max Ophüls Preis für den Kurzfilm Armadingen[31]
- 2012: Nachwuchspreis des deutschen Fernsehpreises für die Konzeption und Produktion von Roche & Böhmermann[32]
- 2014: Grimme-Preis in der Kategorie Unterhaltung für Neo Magazin
- 2015: Grimme-Preis in der Kategorie Unterhaltung für Mr. Dicks – Das erste wirklich subjektive Gesellschaftsmagazin
- 2016: Deutscher Fernsehpreis in der Kategorie Beste Unterhaltung Late Night für Neo Magazin Royale
- 2016: Grimme-Preis in der Kategorie Unterhaltung für #Varoufake in der Sendung Neo Magazin Royale
- 2017: Deutscher Fernsehpreis in der Kategorie Beste Unterhaltung Late Night für Neo Magazin Royale
- 2017: Grimme-Preis in der Kategorie Unterhaltung für #verafake und eine Einspielerschleife in der Sendung Neo Magazin Royale
- 2018: Grimme-Preis in der Kategorie Unterhaltung für Eier aus Stahl - Max Giesinger und die deutsche Industriemusik in der Sendung Neo Magazin Royale
- 2018: Deutsche Akademie für Fernsehen in der Kategorie Fernsehunterhaltung für Kroymann (gemeinsam mit Maren Kroymann und Matthias Murmann)
- 2019: Grimme-Preis in der Kategorie Information & Kultur Spezial für das Team von Docupy für Ungleichland - Reichtum, Chancen, Macht
- 2019: Grimme-Preis in der Kategorie Unterhaltung für Kroymann
- 2019: Grimme-Preis in der Kategorie Unterhaltung für Lass dich überwachen! - Die PRISM IS A DANCER Show
- 2019: Deutscher Fernsehpreis in der Kategorie Beste Comedy für Kroymann
- 2019: Deutsche Akademie für Fernsehen in der Kategorie Editorial office/Producing für How to Sell Drugs Online (Fast)
- 2019: Deutscher Computerspielpreis für Trüberbrook (btf)
- 2019: Romy in der Kategorie Beste Programmidee für Lass dich überwachen! - Die PRISM IS A DANCER Show
- 2020: Grimme-Preis in der Kategorie Kinder & Jugend für How to Sell Drugs Online (Fast)
- 2020: Deutscher Fernsehpreis in der Kategorie Beste Comedy-Serie für How to Sell Drugs Online (Fast)
- 2021: Grimme-Preis in der Kategorie Fiktion für Drinnen – Im Internet sind alle gleich
- 2021: Deutscher Fernsehpreis in der Kategorie Beste Comedy / Late Night für Die Carolin Kebekus Show